# チョン・ヒョンジュン
チョン・ヒョンジュン（朝: 정현준、2011年11月8日 - ）は韓国の子役。2016年からCMやドラマなどに出演し、2019年の映画『パラサイト 半地下の家族』でのパク・ダソン役で名が広まった。

## 出演

### ドラマ
- ボイス4(보이스4)TVN,2021.6.18 ) デリック・チョ役
- mine(마인)TVN2021.5.8 ) ハン・ハジュン役
- 怪物(괴물)JTBC,2021.2.19 ) ハン・ジュウォン役
- シーシュポス: The Myth(시지프스: the myth)JTBC,2021.2.17 ) ハン・テスル役
- 十八の瞬間(열여덟의 순간)JTBC,2019.7.22 )チェ・ジュヌ役 緑豆の花(녹두꽃：SBS,2019.4.26 ) ペク・イヒョン役
- 波よ 波よ〜愛を奏でるハーモニー〜(파도야 파도야：KBS2,2018.2.12 ) オ・ジョンウ役
- 七日の王妃(7일의 왕비：KBS2,2017.5.31 ) イ・ソン役
- デビュー作:あなたはひどいです(당신은 너무합니다：MBC,2017.3.4 ) ヨン・ジフン役

### 映画
- パラサイト 半地下の家族(기생충：2019.5.30 )　パク・ダソン役
- パーフェクト・ドライバー/成功確率100%の女（2021年） ソウォン役